# Nagykanizsai sortűz

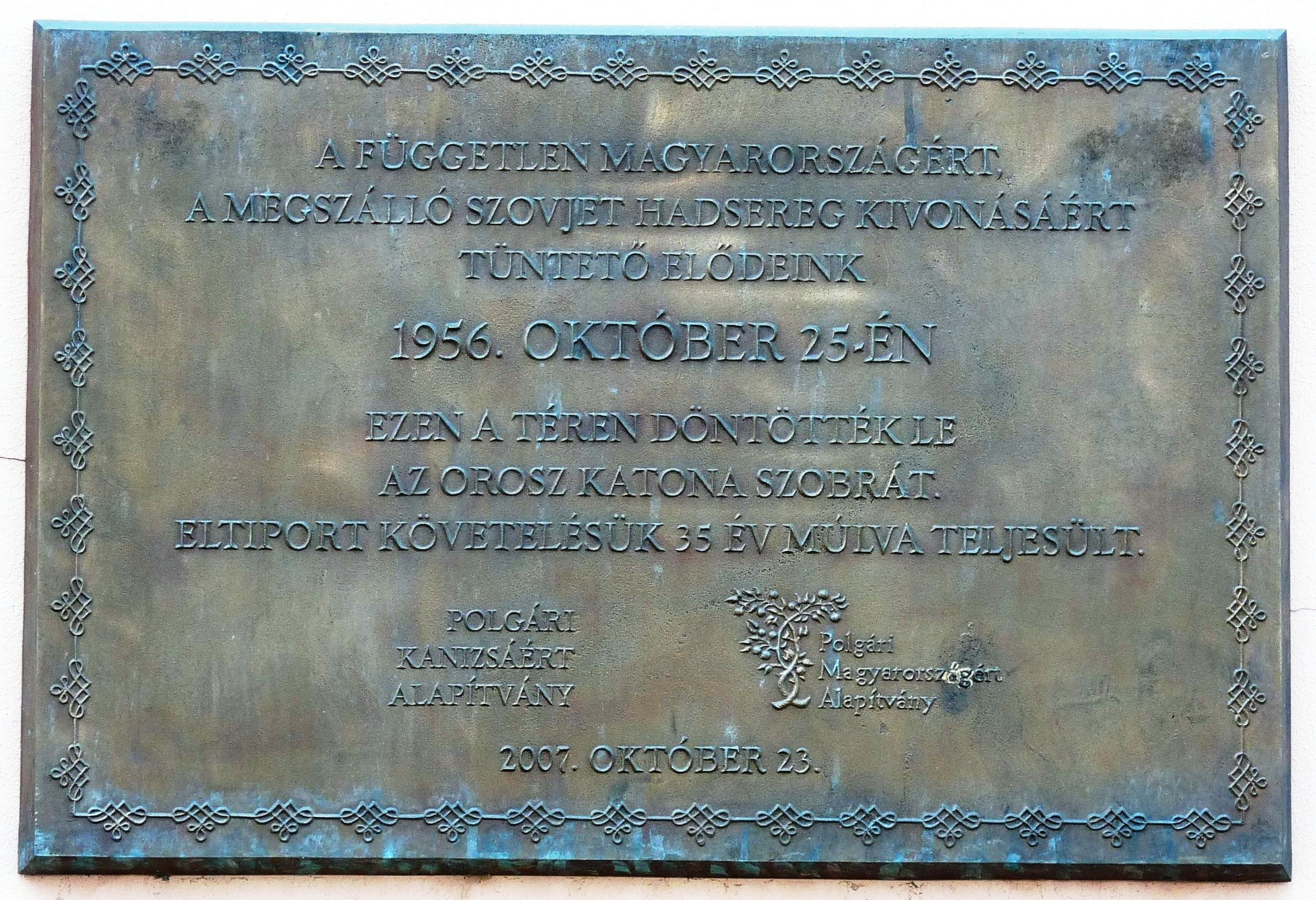
Emléktábla a nagykanizsai Szabadság téren álló szovjet katonaszobor ledöntésének

A nagykanizsai sortüzet 1956. október 26-án adták le a fegyvertelen tüntetőkre, az 1956-os forradalom során, miközben a helyi pártszékház előtt tüntettek. Az akciónak halálos áldozata is volt, többen megsebesültek.

## Előzmények
Október 25-én az Olajipari Gépgyár dolgozói ledöntötték a Szabadság téren álló szovjet katona szobrát a fővárosi eseményeken felbuzdulva. Helyére magyar zászlót tűztek. Leverték a vörös csillagokat a középületekről. A nagykanizsai középiskolások hamarosan csatlakoztak, Kossuth-nótát énekelve.

## Október 26-a
26-án a diákok tüntetést kezdeményeztek, mely békésen véget ért.
Egy másik csoport az MDP-s pártház előtt tüntetett, a karhatalmisták a tüntetőkre lőve megsebesítenek több embert, halálos áldozat is volt. Csak harckocsikkal lehetett feloszlásra bírni a tüntetőket.

## Következmények
Este egy 300 fő körüli csoport a laktanyára tört, fegyverszerzés reményében, de a katonaság a csoportot visszaverte. Üveges napközben gyülekezési, estére kijárási tilalmat hozott érvénybe.
Október 28-án a tisztségviselőket lecserélték, megalakult a Városi Nemzeti Bizottság, dr. Lékay Gyula vezetésével. Az üzemekben munkástanácsok alakultak. A közelgő szovjet megszállásra felkészülve a város védelmére és a rendfenntartásra létrehozták a Nemzetőrséget, vezetését Orbán Nándorra bízták. November 5-én a várost megszállták a szovjetek, ellenállás nélkül.